# Konesin
Konesin je steroidní alkaloid nacházející se v rostlinách z čeledi toješťovitých (Apocynaceae), jako jsou Holarrhena floribunda, Holarrhena antidysenterica a Funtumia elastica. Funguje jako antagonista histaminu, seleselektivní pro receptor H3 (s pKi = 8,27; Ki = ~5 nM). Snadno proniká hematoencefalickou bariérou a má vysokou afinitu vůči adrenergním receptorům.